# Gustave Trouvé
Gustave Trouvé (ur. 2 stycznia 1839 r. w La Haye-Descartes, zm. 1902) – francuski chemik, kilka miesięcy przed Georgesem Leclanché opracował baterię o bardzo zbliżonej konstrukcji, jednak nie był zainteresowany jej przemysłowym wytwórstwem i wykorzystaniem.